# Frankismus (religiöse Bewegung)

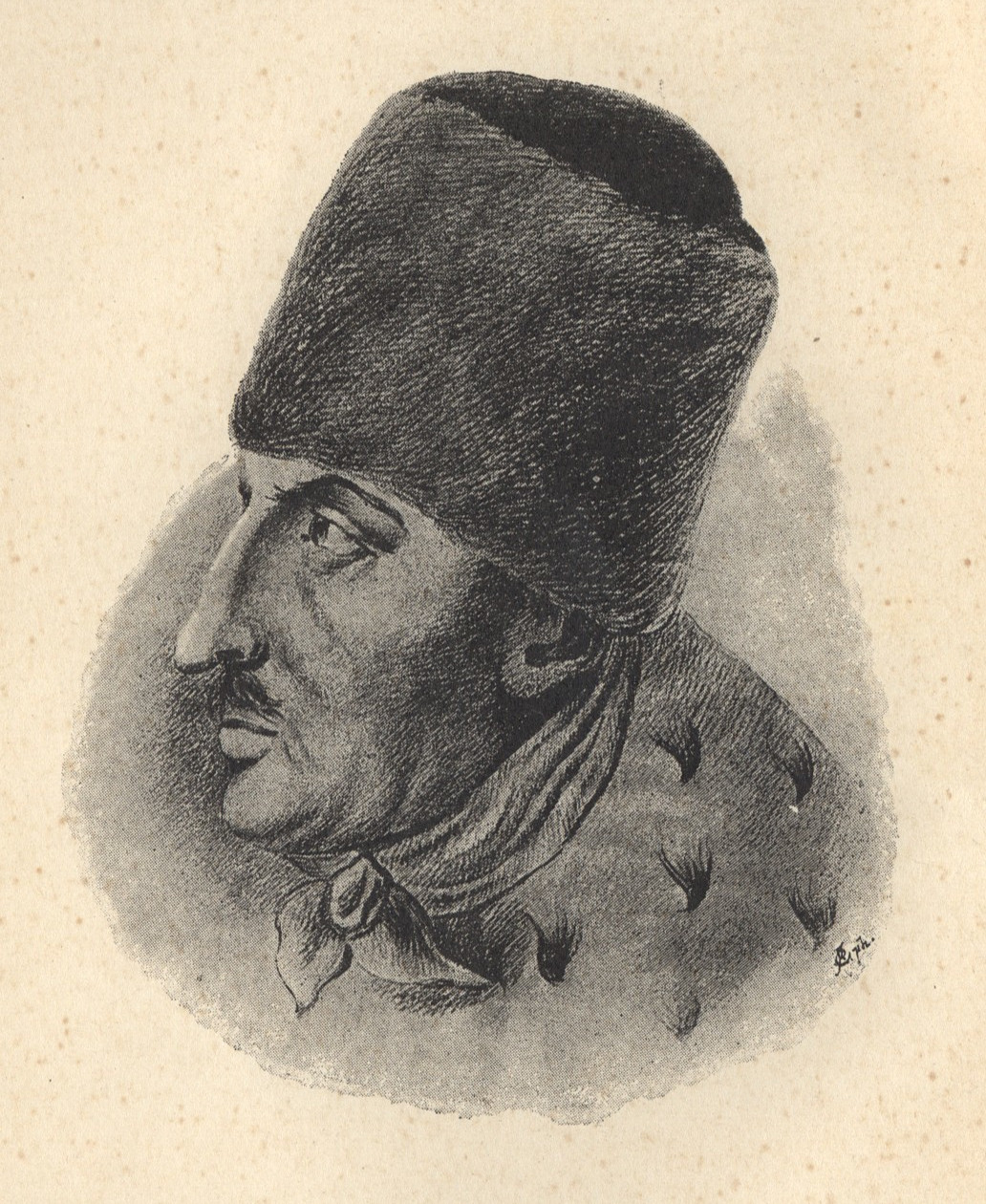
Jakob Frank, Begründer des Frankismus 1755

Der Frankismus ist eine nach Jakob Joseph Frank benannte, 1755 von Podolien ausgegangene, messianische Bewegung im Chassidismus der Juden in Osteuropa. Sie ist das Gegenstück der später im westeuropäischen Judentum unter Moses Mendelssohn entstandenen Haskala-Bewegung, die ebenfalls Wege aus der Diaspora wies. Durch Verwerfung des Talmuds, der vollständigen Trennung vom Land Israel sowie der Konversion zum Katholizismus „als nötige Stufe, von der aus man weitergehen müsse“, beendete der Frankismus für seine Anhänger das jahrtausendalte Leben in der ethnischen Zerstreuung und erhob sie durch Nobilitierung ins Leben eines polnischen Kleinadligen.
Die Lehre hinter dem Frankismus war eine Neuinterpretation der großen kabbalistischen Schulen Südfrankreichs und Spaniens sowie eine Weiterführung der von den Rabbinern verbotenen Sabbatianischen Kabbala im Geiste der Gnosis („Erkennen“). Jakob Frank war sabbatianischer Zaddik an der Spitze des Frankismus, dem auch sufistische Einflüsse nachgewiesen sind. Im Zentrum stand sein neues Verständnis der kabbalistischen Schechina.
Die Reaktion der Rabbiner auf den Frankismus war die totale Verbannung seiner Anhänger aus dem Judentum, die daraufhin jede Existenzgrundlage verloren. Nach Konversion der ersten Frankisten verurteilte auch die römisch-katholische Kirche das Wirken Franks als ketzerisch und sektenhaft. Noch bis tief ins 19. Jahrhundert hinein entfaltete der Frankismus in ganz Europa große Wirkung, vermutlich bis ins 20. Jahrhundert.
Anhänger der Bewegung wurden auch als Sohariten oder Kontratalmudisten bezeichnet.

## Organisation des Frankismus
An der Spitze des Frankismus stand der sabbatianische Zaddik Jakob Frank.
Alle seine 500.000 Anhänger waren Mitglieder einer Kompanie zwecks Aufbau einer frankistischen Armee, die später Franks Herrschaft und das frankistische Land sichern sollte. Es gab vier Standorte der Kompanie rund um Frank selbst: in Iwanie, Częstochowa, Brünn und Offenbach am Main. Sie mussten Plattenpanzer, Schilde und Helme tragen, den Säbel ziehen und hart trainieren. Seine Anhänger waren für Frank Soldaten, die schlicht zu schweigen und seinen Befehlen zu gehorchen hatten.
Seine Lehrworte waren nicht für die Ohren aller Frankisten bestimmt, sondern nur für seinen persönlich ausgewählten, kleinen Brüder- und Schwesternkreis, von dem er blinden Gehorsam forderte. Frank versuchte, zumindest über diesen Kreis die absolute Kontrolle zu halten, wobei er ihren Hang zu Dämonenglaube und Zauberei ausnützte. Innerhalb des Brüder- und Schwesternkreises sprach Zaddik Jakob Frank nur direkt mit dem frankistischen Auditorium, das bloß aus Brüdern bestand (mit Frauen allein könne man nichts machen, da die Frau den Tod in die Welt gebracht hätte.)

## Elemente der frankistischen Lehre

### Die "Worte des Herrn" als Grundlage
Die bedeutendste frankistische Schrift ist das Księga Słów Pańskich (Buch der Worte des Herrn) in äußerst einfacher, geradezu volkstümlicher Sprache mit kurzen Sprüchen (bis zu weniger als zehn Worte), Auslegungen und Gleichnissen, Visionen und Träumen, längere Spekulationen über die Elemente der Lehre, verschiedene Episoden aus Franks Leben, der frankistischen „Kompanie“ sowie zeitgenössischer Herrscher bzw. märchenhafte Erzählungen bis zu 1100 Worte. Zur Unterstützung finden sich dabei hauptsächlich Zitate aus der Tora und dem Zohar sowie volkstümliche Geschichten aus der Kultur der Umgebung, die wortwörtlich zitiert bzw. paraphrasiert oder an die eigene Lehre angepasst wurden.
Anfang und Ende des frankistischen Gesetzes steht jeweils eine Vision:
- § 1 Berufungsvision Franks
- § 2192 Testament Franks an seine „Kompanie“

Dazwischen liegt die umfangreiche Sammlung, wie sie aus zahlreichen Zusammenkünften über die Jahre hinweg langsam entstanden ist. Die Worte des Herrn gehören zur jüdischen Literatur, obwohl sie inhaltlich die jüdische Tradition und deren Lehren verwerfen. Biblische Figuren wie Jakob, Esau und Esther sind Fundamente seiner Lehre.
Franks „Brüder“ stellten die Worte des Herrn von 1755 bis 1791 zusammen in Form einer Zbiór (Sammlung), weshalb der polnische Originaltitel Księga (Buch) etwas irritierend ist und in der Sammlung selbst auch nur einmal im § 2192 verwendet wird. Sie wurde seit ca. 1773 aufgeschrieben und ausschließlich handschriftlich an die weit zerstreuten Anhänger verteilt. Eine letzte bekannte, vollständige Handschrift (§§ 1–2192 Worte des Herrn) wurde neben anderen zahlreichen frankistischen Quellen bei der Zerstörung Warschaus im Zweiten Weltkrieg vernichtet. Bis in jüngster Zeit stützen sich deshalb alle Frankismusforscher auf das Quellmaterial der umfangreichen Biografie des Historikers Aleksander Kraushar, welches die bedeutendste Auseinandersetzung mit dem Frankismus aus der Vorkriegszeit ist.

### Das Wesen der „V“-Lehre im Frankismus
Der eigentliche Wegführer im Frankismus ist die Jungfrau, die Inkarnation der Schechina und der weibliche Messias. Ihr sollen die Frankisten tapfer wie Soldaten durch alle Schrecknisse hindurch folgen. Die Patriarchen und Moses hätten bereits versucht den Weg zu gehen, aber sie  – wie auch Schabbtai Zvi –  seien gescheitert. Dieser Weg symbolisiert sich im Buchstaben „V“, der zugleich die Jakobsleiter darstellt. Erst muss man hinab in den Abgrund steigen, um nach Erreichen der tiefsten Erniedrigung wieder hinauf empor zum „Leben“ zu gelangen. Frank möchte seine Anhänger durch den Frankismus zum „Leben“ führen. Aber er – die dritte messianische Inkarnation der Sephira Tiferet nach Schabbtai Zvi und Baruchia Russo, zugleich der wiedergeborene Stammvater Jakob – ist nur ein Helfer. So proklamiert er, der Frankisten Abstieg auf der „V“-Leiter in die tiefste Erniedrigung zeige sich am Hass und der Ausgrenzung der Gesellschaft, weil sie konsequent ihre tiefe Erkenntnis umsetzen, dass alle Gesetze und Lehren der Welt nur Gesetze der bösen Drei Weltenlenker sind, die nicht beachtet werden brauchen, allenfalls zum Schein. Religionen und Lehren der Welt können wie leere Hüllen getragen und auch wieder abgeworfen werden, denn die wahre Tora werde erst noch offenbart werden. So ist das Mosaische Gesetz mit seinen Zehn Geboten ebenfalls zu verachten, da es Bestandteil der alten Tora ist. Die Verachtung der Lehren der Welt gipfelt in einem Ausspruch Franks gegenüber seinem engen Brüder- und Schwesternkreis, der ein mythisches Plädoyer für die totale Assimilation ist: Man soll, je nach Land, sich der jeweiligen Religion oder Sprache anpassen. Ein erschreckendes Plädoyer für eine maskenhafte Assimilation findet sich auch hier:

„Salomo war klug, klüger als alle Völker. Er vermischte sich mit den Völkern, nahm die Töchter von Königen zur Frau, aber er konnte nichts herausführen. Er konnte sich mit den Völkern vermischen, weil er ein König war. Aber hier weiß die ganze Welt, dass ich von Juden abstamme, dass ich neugetauft und arm bin. Aber ich habe Hoffnung, dass ich mich in diesem Winter in ihre Gesellschaft mischen werde, und sie selbst werden mich rufen. Ich sage euch: Wer sich nicht mit den Völkern vermischen wird, dessen Arbeit ist vergeblich!“

Frank wollte keine Akkulturation der Juden, sondern ein zweckgebundenes Eingliedern in die Gesellschaft, um diese schließlich zu stürzen. Man nimmt an, dass die Judenfeinde des 18. Jahrhunderts nicht mit dem geheimen Sektenkanon Franks vertraut waren, da sie mit Sicherheit die ohnehin heiß umstrittene Jüdische Emanzipation erheblich erschwert hätte.

### Jakob Frank, der Prostak
Jakob Frank sah in sich die ideale Verkörperung des kraftstrotzenden, potenten Prostak (poln. ordinärer, ungebildeter Kerl). In Wirklichkeit war er der einzig wahre Führer, der das Bild des machthungrigen, potenten „Prostak“ zusammen mit einer Figur presst, die tief in der jüdischen Tradition verwurzelt ist: dem Patriarchen Jakob. Zitate aus Bibel und Zohar, die von Jakob handeln, werden herangezogen, um Franks Selbstverständnis zu unterstützen. Frank übernimmt von Jakob viele Elemente, die er neu interpretiert und seiner Lehre unterlegt. Er identifiziert sich zwar mit Jakob, nimmt aber stets deutlich Abstand und kritisiert seine Schwächen. Er übernimmt die Aufgabe Jakobs und aller anderen Patriarchen und Messiasgestalten. Klaus Davidowicz weist darauf hin, dass die Verfasser der Worte des Herrn große Kenntnisse der rabbinischen und kabbalistischen Literatur gehabt haben müssen, was bei Frank selbst nicht der Fall war, so dass wahrscheinlich ist, dass gelehrte Frankisten an der endgültigen Ausarbeitung der Worte des Herrn sowie des Frankismus mitgewirkt haben.

### Auf dem Weg zu Esau, dem kosmischen „großen Bruder“
JHWH ist im Frankismus der kosmische Esau Edoms, bei dem es absolute Freiheit gibt. Zu ihm macht sich Jakob (Frank) wie einst der biblische Jakob auf den Weg. Da Jakob und Esau in der Bibel ein Bruderpaar waren, wird aus dem Begriff JHWH im Frankismus großer Bruder. Die kabbalistischen Schriften ordnen Jakob der Sephira Tiphereth zu, Frank auch den kosmischen Esau. Jakob und Esau waren in Tiphereth also einst vereint. Deshalb sieht der Frankismus in der Vereinigung mit dem großen Bruder (JHWH) die Überwindung Esaus durch Jakob, da es in (Genesis 25,23–26 ) u. a. heißt: Und eine Völkerschaft wird stärker sein als die andere, und der ältere (Esau) wird dem jüngeren (Jakob) dienen. Doch seit der Schöpfung hat noch niemand, so glaubten die Frankisten, den wirklichen kosmischen Esau gesehen. Denn derjenige, der zu ihm gelangt, wird das ewige Leben erhalten. Es heißt, der kosmische Esau sei mächtig und besitzt Siegel mit unheimlichen Kräften, durch das der gläubige Frankist die „wahre Seele“ erhält, die ewiges Leben ermöglicht. Auf der Erde meint Edom als Synonym die christliche Welt, in der es anders als im jüdischen Schtetl Freiheit gibt. Der weltliche Weg zu Esau ist also die Taufe, die nach geltenden Bestimmungen des Großfürstentum Litauens die Nobilitierung in die polnische Szlachta zur Folge hatte. Der Frankismus begründet die Konversion zum Katholizismus als notwendig auch anhand kabbalistischer Symbolik: Der hebräische Buchstabe א (Aleph) steht symbolisch für Esau, also kann die Tora nicht die „richtige“ Tora sein, da diese mit dem Buchstaben ב (Beth) beginnt. Ähnlich verhält es sich mit dem Mosaischen Gesetz, welches ebenfalls mit ב (Beth) beginnt und nicht mit א (Aleph). Im Buchstaben א (Aleph) könne man aber das Christliche Kreuz erkennen, was die Religion Edoms symbolisiert. Zugleich weisen die vier Enden des Kreuzes im Buchstaben א (Aleph) aber auch auf vier Hüllen hin: Edom (Religion Edoms, Christentum), Esau (die kosmische Religion Esaus, die Erkenntnis), Jawan (griech.-orthodox) und Ismael (Islam).
So proklamiert der Frankismus bei Erreichen Esaus, dass sie von ihren "scheußlichen Schimpfnamen" befreit werden und einen neuen Namen und Ansehen bekommen. Kosmologisch ist dies der Weg zum „guten Gott“, der sie dann mit neuem Namen ruft. Auf irdischer Ebene bedeutet dies Taufe, Taufname und Nobilitierung.

### Das Weltbild des Frankismus
„Diese Welt ist böse, und auf ihr leben fremde Götter, die wie Menschen aussehen“

Das Weltbild des Frankismus war tief geprägt von der gnostischen Überzeugung, dass nur ein unvollkommener Demiurg als Schöpfer dieser Welt in Frage kommt, weil es in dieser Welt das Böse bzw. den Tod gibt, was der Welt eines "guten Gottes" unwürdig sei.
Der Frankismus geht deshalb davon aus, dass es über diesem Schöpfergott (Demiurg) noch einen „guten Gott“ gibt, der aufgrund seiner Nichtbeteiligung bei der Erschaffung dieser Welt ihr als Deus absconditus total verborgen, außerweltlich, unsichtbar und unerkennbar ist, jedoch grundsätzlich sein Prinzip in sich trägt: das Streben nach dem Guten. Damit die Kreaturen dieser Welt zum „guten Gott“ durchdringen, soll der Mensch keine Religion haben, um sich in völliger geistiger Freiheit dem „guten Gott“ nähern zu können. In einem Lehrwort beschreibt Jakob Frank seine Gottesbilder entsprechend der kabbalistischen Schechina: Der „gute Gott“ sei von Anfang an auf der Welt gewesen und müsse sich erst noch enthüllen. Diese Enthüllung des „guten Gottes“ ist ein angestrebtes Ziel des Frankismus. Denn der „gute Gott“ war im Schöpfungsprozess nicht involviert, weshalb diese Welt an Mangelhaftigkeit leidet. Alle kabbalistischen Versuche, in die göttlichen Welten aufzusteigen, scheiterten. Das liege daran, dass der Weg zu Esau von mächtigen, bösen Drei Weltenlenker blockiert werde, die einen menschlichen Leib hätten und hier auf dieser Welt seien. Diese wären keine bloßen Türwächter wie die Engel der Hechalot-Literatur und kennen den kosmischen „großen Bruder“ nicht, obwohl sie den Weg zu ihm versperren. Wer genau die Drei Weltenlenker sind, findet sich in den Lehrworten des Frankismus nicht. Doch prophezeit Jakob Frank, es sei möglich, dass der wahre „gute Gott“ sich auf dieser Welt offenbare, wenn alle Juden, Christen und Muslime sowie alle anderen Menschen den Katholizismus annehmen. Seiner Auffassung nach könne man nicht einfach als zerlumpter Kerl vor den König treten, sondern brauche dafür ein Gewand, das des Höchsten Offenbarung würdig ist. Und durch die Annahme des Katholizismus komme man zur Stufe Adam Qadmons, auf der die Furcht vor den Waldtieren fällt. Diese Stufe sei für alle gedacht, die Jakob Frank folgen.
Mithilfe der frankistischen Jungfrau weiter aufsteigen zu den Welten des kosmischen „großen Bruders“ Esau wird im Frankismus nur der, welcher würdig ist. Dies ist nach Frank jener, der die Fähigkeit besitzt, vor den Toren der paradiesischen Welten Esaus die große, giftige Schlange zu überlisten, welche Esaus Weisheitsschätze hütet. Doch kann man sich dieser großen Schlange nicht so einfach nähern. Man braucht einen weisen Führer, der weiß, wie man zu ihr gelangen kann, denn der Weg dorthin ist voller Schwierigkeiten, und er führt an den Drei Weltenlenkern vorbei. Die Schlange selbst ist nicht mehr so gefährlich. Sie ist jene biblische Schlange, die Adam und Eva aus dem Paradies verbannte, und wer würdig ist sie zu berühren, geht zum Ewigen Leben.

### Die Jungfrau im Zentrum des Frankismus
„Ihr dachtet, dass der Messias ein Mann sein wird. Aber das kann auf keine Weise sein,
weil das Fundament die Jungfrau ist. Sie wird der wahre Messias sein.“

Zentrum des Frankismus war der neue Entwurf der kabbalistischen Schechina. Doch der Begriff Schechina war im Frankismus verboten, denn Jakob Frank nannte sie Jungfrau. Da noch bis zum Jahre 1969 im Judentum nicht klar definiert war, was genau der Begriff Schechina eigentlich meint, gab es zu Zeiten Franks keine feste Lehrmeinung darüber. Klaus Davidowicz nimmt an, dass Schechina eine alte Gottesbezeichnung war, die die Einwohnung oder Anwesenheit Gottes an einen bestimmten Ort bezeichnete.

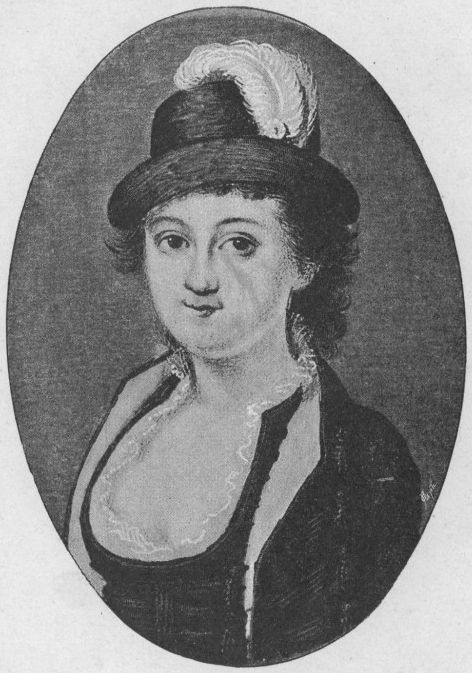
Die frankistische Jungfrau.
Eva Frank (1774)

In den kabbalistischen Schriften wurde von Anfang an der Schechina ganz besondere Aufmerksamkeit geschenkt. Unter Heranziehung der Symbolik und Beschreibungen aus dem Buch der Weisheit und der rabbinischen Literatur zur Schechina wird sie bereits im Bahir als weibliches Prinzip innerhalb der göttlichen Welt der Sefirot eingeführt. Gemeint wurde dort i. d. R. ein Status, der üblicherweise vor der sexuellen Vereinigung liegt. Da die Verschmelzung von männlichem und weiblichen Prinzip im Buch Bahir angestrebt, aber nicht beschrieben wird, bedurfte es späterer kabbalistischer Schulen wie dem Zohar, die jene „GOLD“-Symbolik des § 36, S. 39 Bahir erweiterten. Die Schechina wirkt nicht nur als Medium, durch das der Kabbalist in die göttliche Welt eintritt, sie wirkt als ein passives weibliches Element, das nur durch den Einfluss der anderen Sephiroth bestimmt wird, da sie wie ein Mond dunkel ist und nur durch das Licht der anderen bestrahlt wird. Dadurch gerät sie in Gefahr, von den Kräften der „anderen Seite“ erfüllt zu werden. Aber die Ströme, die in sie hineinfließen sind gestaltlos. Erst durch die Schechina als gestaltende Kraft erhalten die Dinge ihr Aussehen. Sie wird im Zohar in ungeheurer Bilderflut voller Wortspiele beschrieben, z. B. als Lilie (Schoschana), da sie ihre Farben wechselt (ischtaniat) und variiert (schaniat). Vor der Vereinigung sei sie grün wie die Blätter einer Rose, danach aber rot. Die Farben Grün und Rot spielten auch im Frankismus eine große Rolle. Die Schechina steht für den Baum der Erkenntnis. So verändert sie ihre Farben und wechselt zwischen Gut und Böse. Die im Zohar in sexuellen Bildern beschriebene angestrebte Heilige Hochzeit ist die Vereinigung der kabbalistischen Jesod (Sefira) mit der Schechina. Frank als inkarnierter Jakob und Führer der Schechina ist die Weiterführung eines Gedankens, der bereits beim spanischen Kabbalisten Josef Gikatilla zu finden ist. Den Lehrworten Franks zufolge bemühten sich alle bedeutenden Vorväter – Abraham, Isaak, Jakob und Moses – um die „Jungfrau“, die sich jedoch in verschiedenen Personen manifestierte (z. B. Rahel) woran sie scheiterten. Moses Befreiung aus Ägypten konnte ebenso nicht vollständig sein, da das Fundament der Erlösung die Jungfrau sei. Aber jetzt würde es durch die Jungfrau einen für alle Leute sichtbaren weiblichen Messias geben, seine Tochter Eva Frank. In einem Lehrwort identifiziert sich Frank eindeutig mit dem traditionellen Messias ben Joseph, der große messianische Wirkung entfaltete, im Kampf gegen die endzeitlichen Feinde aber unterging. So wie dieser dem Messias ben David vorangeht, so bereitet Frank der "Jungfrau" ihren Weg (seiner Tochter Eva Frank).
Der Frankismus charakterisiert die „Jungfrau“ mit Elementen der Königin-Ester-Erzählungen, stark beeinflusst vom Marienkult um die Schwarze Madonna Częstochowa. Die Schwarze Madonna führe zur frankistischen „Jungfrau“ (Schechina). Die Taufe wird hierbei als notwendige Stufe gesehen. In Anlehnung an Bahir und Zohar, wo beschrieben wird, dass die Schechina wie eine Prinzessin in einem Turm ist, beschreibt Frank einen tatsächlichen Turm des Klosters. Noch während seiner Verbannung im Kloster Częstochowa hatte er in Anlehnung an die Marienverehrung kleine Porträts seiner Tochter Eva anfertigen lassen, die sich heute in der Israelischen Nationalbibliothek befinden. Eva als Verkörperung der Schechina war allerdings ein Element, das zu Franks Lebzeiten nicht in Erscheinung trat. Die Jungfrau war für Frank noch verborgen und seine Aufgabe war, sie zu befreien. Die „Schwarze Madonna“ weist auf die wahre Jungfrau hin, deren Manifestation der endgültigen Erlösung vorangeht. Frank sieht sich als Wegführer der „Jungfrau“, die sich – vor ihrer Manifestation – an einem geheimnisvollen Ort befindet und von Weltbeginn an nur ihm gegeben sei, damit er als Vater ihr Hüter sei. In diesen Zeiten war die Seele der Schechina also noch bei Frank und seine „Brüder“ waren nie würdig genug, sie selbst zu sehen. Sie sollten Frank in der Bemühung um die „Jungfrau“ unterstützen. Je nach Verhalten der „Kompanie“ verhält sich die „Jungfrau“ positiv oder negativ ihr gegenüber; ein bekanntes Bild aus den kabbalistischen Schechina-Beschreibungen. Immer wieder warf Jakob Frank seinen Anhängern vor, sie wären wieder zurück ins Judentum gefallen und verhinderten die Befreiung der Schechina. Der einzige Weg zur „Jungfrau“ sei die Anpassung an die polnische Umwelt.
Die Befreiung der Schechina – Übertragung der Schechina-Seele von Jakob auf Eva Frank – werden auch in einigen längeren märchenhaften Erzählungen der Worte des Herrn geschildert, die an orientalische Vorbilder aus 1001 Nacht erinnern. Sie arbeiten mit traditioneller, kabbalistischer Terminologie, wobei das Motiv der Verhüllung und Verstellung als arbeitender Gärtner darin ein wichtiges frankistisches Moment ist, folglich auch der Garten als symbolischer Handlungsort für die Welt der zehn Sephiroth. Das Erstarken der dritten Sephira Chochmah (auch bekannt als obere Schechina) führt dabei auch zur Befreiung der unteren Schechina. Gerade in Franks Konzeption der "Jungfrau" kann man trotz christlicher Einflüsse sehen, wie tief seine Ideen in kabbalistischen, aber auch anderen jüdischen Schriften verwurzelt ist. Allein aus den Worten des Herrn wird ersichtlich, dass der oder die Verfasser jener Worte keineswegs schlichte „Prostaks“ gewesen sein müssen. Denn solch ein buntes Bild der Varianten und Anklänge zu schaffen, bedarf der ausgezeichneten Kenntnis des Schrifttums, die auf das bloße Aufschnappen von Aussprüchen weit hinausgeht.

### Da'as, das mystische Ziel des Frankismus

Der Lebensbaum mit Da'ath, im Frankismus nach dem Jiddischen Da'as geschrieben

Die letzte Stufe des mystischen Weges im Frankismus ist die Stufe des Da'as, der kosmischen Erkenntnis. Im Zohar wie auch im Frankismus wird mit Da'as (auch Da'at) jener mystischer Ort beschrieben, an dem alle zehn Sephiroth vereint sind. Es ist eine Schein-Sephira, die kosmologisch jene "verborgene Erkenntnis" meint, die eine harmonisierende Vereinigung zwischen den beiden Sephira Chochmah (männliches Prinzip) und Binah (weibliches Prinzip) stiftet und ein Resultat der Vereinigung kosmischer Kräfte ist. Auf leiblicher Ebene bedeutet "Erkenntnis" die sexuelle Vereinigung von Mann und Frau, die sich im (Genesis 4,1 ) in der Vereinigung von Adam und Eva manifestiert. So ist es möglich, durch Geschlechtsverkehr zum Da'as zu gelangen.
Mithilfe sexueller Riten wollte Jakob Frank auf irdischer Sphäre zu Da'as gelangen, das die letzte Stufe seiner Jakobsleiter war. Ein neuer Name und eine neue Seele war damit verbunden. Dieses Wissen war eine höhere Erkenntnis, die mit einer tiefen Einsicht in alle Dinge im Zusammenhang stand. Es war Erleuchtung und Verwirklichung in einem. Jedoch betonte Frank, dass alle Erzväter und auch Schabbtai Zvi nie ins Da'as eintreten konnten, da sie nicht getauft waren. Um für den Eintritt ins Da'as würdig zu sein, bedarf es zuvor der Stufe Esaus, die Annahme des Katholizismus.
Der Frankismus gestattete allen seinen Anhängern an der mystischen Suche nach dem Da'as teilzunehmen, verlangte dafür aber blinden Gehorsam gegenüber seinem Führer Jakob Frank, verbunden mit der völligen Entledigung aller Gesetze und Lehren, die man nur noch scheinbar befolgt. Getreu dem Motto: "Je blinder und radikaler mein Gehorsam gegenüber meinem Herrn, desto wahrscheinlicher die Möglichkeit Daat zu erreichen" kämpften die Frankisten nach Annahme des Katholizismus ihren Kampf um die Vollendung des persönlichen Weges zu Daat, der am Ende doch nur wenigen Auserwählten möglich war. Das Dreieck oder „V“ der Leiter weist auf die Trinität hin, zugleich aber auch auf den irdischen Weg der Frankisten: Durch die Entledigung aller Gesetze und Lehren erniedrigten sie sich und zogen sich die Verachtung der Gesellschaft zu. Wenn man das „V“ auf Edom, Schechina und Da'as anwendet, bedeutet dies folgendes: Die Frankisten sollten sich taufen lassen um zum kosmischen Esau zu gelangen bzw. in der Spitze des „V“ zur "Jungfrau" (Schechina), die sie aus der Tiefe des Exils erhebt. Die Schechina führt sie dann weiter hinauf bis zu Da'as. Der Beginn des Eintritts ins Da'as zeige sich auf der Erde, wenn die Frankisten in der nichtjüdischen Gesellschaft eingegliedert sind und von der Völkergemeinschaft akzeptiert werden. Dann geht auch der mystisch-kosmologische Weg weiter.

### Massa Duma – Die Last des Schweigens
"Massa Duma" wurde im Frankismus polnisch mit ciężar milczenia (Last des Schweigens) wiedergegeben, was sich auf die schwer zu tragende Bürde aller Frankisten bezieht, auf unbestimmte Zeit über Art und Ausmaß ihrer Verhüllungen und Verstellungen bzw. ihrer wahren Motive und Absichten im Frankismus schweigen zu müssen.
In den von Frank verfassten Roten Briefen wird deutlich, dass „Massa Duma“ für ihn aber auch das Codewort für den finalen Sieg über Esau war. In einigen Lehrworten nahm Frank ganz deutlich Bezug auf die Kriege, die zu den Teilungen Polens führten. Er sprach darin von drei mächtigen Staaten – Preußen, Russland, Österreich-Ungarn – die miteinander verhandeln. Aber Frank meinte, dass ihre Friedensbemühungen vergeblich seien, da am Ende doch das „große Blutvergießen“ kommen wird. Und dass danach die Freude bei den Frankisten ohne Grenzen sei, während die ganze Welt in Not und Trauer läge. Wenn diese schrecklichen Kriege ausbrechen, sollen die Frankisten nicht vor die Tür gehen, ein besonderer Vorhang würde sie unsichtbar machen. Eine „allmächtige Macht“ würde zu diesem Zeitpunkt hervorkommen und alles zermalmen, was zur alten Welt gehört. Diese neue Macht wird im Dienste der Frankisten stehen, und kein anderes Land auf der Erde würde diesen Tag des Gerichts so fürchten wie das von Juden übersäte Polen-Litauen. Der Grund hierfür seien Jakob und Esau. Nach Zohar I 163b hatte der biblische Patriarch Jakob den Weg für den „wahren Jakob“ nur vorbereitet. Frank würde nun alles vollenden. „Massa Duma“ wird hier mit der Aufgabe Franks, den von seinen Vorvätern beschrittenen Weg zu vollenden, gleichgesetzt.
Es ist nicht mehr nachzuvollziehen, ob Frank an eine realistische Durchführung eines Sieges über Edom wirklich dachte. Es ist sehr gut möglich, dass die apokalyptischen Bilder nur Deutungen des mystischen Weges waren, um seine Anhänger enger an sich zu binden. Es könnte sein, dass seine verschwommenen mystischen Bilder vor dem historischen Hintergrund der polnischen Kriege unter seinen Leuten genau die Stimmung hervorbrachte, die seines Erachtens nötig war, damit sie an seine messianische Mission glaubten. Böswillige Interpreten könnten in seinen Lehren genau die Schablonen der „jüdischen Weltherrschaft“ finden, die man so oft vergeblich in die jüdische Traditionsliteratur hinein zu interpretieren suchte.

### Riten im Frankismus
Die frankistischen Lehren wurden zu Lebzeiten Franks mit einer Vielzahl äußerst merkwürdiger Riten verknüpft, die allerdings nur durch eine Handschrift der Worte des Herrn belegt sind und erst 1972 durch den Verkauf eines katholischen Priesters an die Wojewódzka Biblioteka Publiczna im. Łopacińskiego in Lublin überhaupt bekannt wurden. Bis zu dieser Wiederentdeckung waren die Riten des internen Brüder- und Schwesternkreises um Jakob Frank unbekannt. Aleksander Kraushar, der als einziger Frankismus-Forscher ein vollständiges Exemplar der „Chronik“ in den Händen hatte, ging auf die äußerst seltsamen Beschreibungen nicht näher ein.
Die frankistischen Riten wurden nur unter dem von Frank besonders Auserwählten zelebriert, in der Regel durch den internen, engen Brüder- und Schwesternkreis Jakob Franks. Des Weiteren stehen bei den sogenannten Czynność taiemma (Geheime Taten) vor allem sexuelle Aktivitäten im Vordergrund. Die genauen Hintergründe der einzelnen Riten sind nicht zu erschließen. Sie gehen vermutlich auf Vorbilder der Dönme zurück, deren Riten leider ebenso kaum erforscht sind. Es werden in der Chronik nur drei „geheime Taten“ erwähnt, bei denen Sex im Mittelpunkt steht. Ansonsten werden dort über einen Zeitraum von 40 Jahren gerade mal 50 „geheime Taten“ beschrieben, die aber auch nur die bedeutendsten repräsentieren können.
- Heilige Hochzeit feiern: Nach Franks genauer Anordnung[80] wurde der Geschlechtsverkehr vollzogen, wobei sogar frankistische „Zuschauer“ erwünscht waren. Teils bestellte er seine weiblichen Anhänger von weit her zu sich.[81] Sie ist einerseits Ausdruck kabbalistischer Deutung, andererseits auch der anarchistische Ausdruck einer libertinistischen und antinomistischen Gruppe, die sich jenseits des Schtetl befand und jede weltliche Ordnung als falsch ablehnte.[82] Mitunter weigerten sich Frauen des Auserwähltenkreises Franks auch, ihn bei seinen sexuellen Riten zu unterstützen. Dann setzte Frank sie stark unter Druck, ihr „Nonnendasein“ aufzugeben.[83]

- Andere in der „Chronik“ nacherzählte Riten sind zwar seltsam, sollten jedoch dazu dienen, die Heilung des Bruches (Tiqqun) zu vollziehen. Daneben waren sie Symbole des widerspruchlosen Gehorsams Frank gegenüber. Gerade verrückte und scheinbar sinnlose Befehle sollten demonstrieren, dass seine Anhänger ihn selbst bei wahnwitzigen Dingen nachfolgten.[84] Er forderte von Frankisten, die in Mischehen lebten, dass sie ihren jeweiligen Ehepartner verlassen müssen.[85] Die übermächtige Beherrschung seines internen Brüder- und Schwesternkreises dehnte sich bis in die kleinsten und profansten Elemente aus. Selbst das Essen der Suppe erfolgte gemäß seiner Ordnung.[86]

Frankistische Riten, die das Leben der „Kompanie“ bestimmten:
- Kleidung Franks: rote Gewänder an Tagen, an denen er sehr streng und zornig war; weiße Gewänder, an denen er sehr barmherzig war.[87]
- frankistische Haussitten: Sie zeigen, dass Frank eine uneinsichtige Ordnung geschaffen hatte, die den ganzen Tagesablauf der „Kompanie“ reglementierte.[88]

## Film
- Daas, polnischer Kostümfilm von Adrian Panek, 2011 (102 min)

## Belletristik
- Olga Tokarczuk: Księgi Jakubowe. Historischer Roman. Wydawnictwo Literackie, Kraków 2014.
  - deutsch: Die Jakobsbücher, übersetzt von Lisa Palmes und Lothar Quinkenstein. Kampa Verlag, Zürich 2019.

### Frankistische Quellen (nur handschriftlich)
- Jakob Frank: Księga Słów Pańskich Buch der Worte des Herrn (§§ 1–2286), zwei unvollständige Handschriften der Biblioteka Jagiellońska Kraków (seit 1905)
- Jakob Frank: Księga Snów Pańskich. Buch der Träume des Herrn (verschollen)
- Jakob Frank: Księga przedpowiedni. Buch der Prophezeiungen (verschollen)
- Jakob Frank: Rozmaite, Adnotacje, Przypadki, Czynoście i Anekdoty Pańskie („Chronik“); Autograph der Wojewódzka Biblioteka Publiczna im. Hieronima Łopacińskiego in Lublin (seit 1972)
- Jakob Frank: The Collection of the Words of the Lord. Ediert und übersetzt von Harris Lenowitz (englisch); Textarchiv – Internet Archive .

### Sekundärliteratur zum Frankismus
- Klaus Samuel Davidowicz: Zwischen Prophetie und Häresie. Jakob Franks Leben und Lehren, Böhlau-Verlag, 2004
- Klaus Samuel Davidowicz: Der Messias aus dem Ghetto. Peter Lang, 1998
- Ekaterina Emeliantseva Koller: Situative Religiosität – situative Identität. Neue Zugänge zur Geschichte des Frankismus in Prag (1750–1860). In: P. Ernst, G. Lamprecht (eds.): Konzeptionen des Jüdischen – Kollektive Entwürfe im Wandel. Innsbruck 2009, S. 38–62 (= Schriften des Centrums für Jüdische Studien, 11).
- Ekaterina Emeliantseva Koller: Der fremde Nachbar. Warschauer Frankisten in der Pamphletliteratur des Vierjährigen Sejms: 1788–1792, in: A. Binnenkade, E. Emeliantseva, S. Pacholkiv (eds.), Vertraut und fremd zugleich. Jüdisch-christliche Nachbarschaften in Warschau – Lengnau – Lemberg (= Jüdische Moderne 8), Köln-Weimar: Böhlau 2009, S. 21–94.
- Ekaterina Emeliantseva: Zwischen jüdischer Tradition und frankistischer Mystik. Zur Geschichte der Prager Frankistenfamilie Wehle: 1760–1800, Jewish History Quarterly/Kwartalnik Historii Żydów 4 (2001), S. 549–565.
- Yakov Frank: Sayings of Yakov Frank. Harris Lenowitz (trans.). Tzaddikim, Oakland CA 1978, ISBN 0-917246-05-5.
- Aleksander Kraushar: Frank i frankiśći. 2 Bände. 1895 / Jacob Frank, the End to the Sabbatean Heresy. Translated by Herbert Levy. Lanham, New York / Oxford 2001. Enthält noch Anhänge mit zahlreichen Dokumenten, u. a. den Worten des Herrn §§ 1–2286
- Pawel Maciejko: Frankismus. In: Dan Diner (Hrsg.): Enzyklopädie jüdischer Geschichte und Kultur (EJGK). Band 2: Co–Ha. Metzler, Stuttgart / Weimar 2012, ISBN 978-3-476-02502-9, S. 366–369.
- Pawel Maciejko: The Mixed Multitude: Jacob Frank and the Frankist Movement, 1755–1816. University of Pennsylvania Press, Philadelphia PA 2011, ISBN 978-0-8122-4315-4.
- Pawel Maciejko: Christian elements in early Frankist doctrine. In: Gal-Ed, 2006, 20, S. 13–41.
- Pawel Maciejko: Frankism. In: The YIVO Encyclopedia of Jews in Eastern Europe. Yale University Press, 2005.
- Pawel Maciejko: Baruch Yavan and the Frankist movement. Intercession in an age of upheaval. In: Jahrbuch des Simon-Dubnow-Instituts, 2005, 4, S. 333–354.
- Pawel Maciejko: The Frankist Movement in Poland, the Czech Lands, and Germany (1755–1816). University of Oxford, 2003.
- Arthur Mandel: The Militant Messiah. The Story of Jacob Frank and the Frankists. Humanities Press, Atlantic Highlands NJ 1979, ISBN 0-391-00973-7.
- Mateusz Mieses: Polacy–Chrześcijanie pochodzenia żydowskiego. Wydawn, Warsaw 1938.
- Gershom Scholem: Shabtai Zvi and Jacob Frank and the Frankists. In: Encyclopaedia Judaica (CD-ROM ed.).